# La Banda del Basurero
La Banda del Basurero es el nombre de la barra brava del Club Centro Deportivo Municipal ,fue fundada el 4 de diciembre de 1969, cuando un conjunto de estudiantes de la Universidad Nacional Federico Villarreal, tras renovar su amor por los escudos del club "Edil" luego del primer descenso de la institución en el año 1967 optaron por formalizar y especialmente, distinguir, como una organización representativa del club, a la -precisamente- "banda" que asistía de manera perenne a la tribuna Oriente en todos los compromisos del "Cuadro de la Comuna" por aquellas épocas.

## Historia
Fue gracias un viaje a Argentina, nación reconocida a nivel mundial como una de las grandes cunas del fútbol, en el que los ya mencionados estudiantes lograron ampliar sus conocimientos de, la tan conocida en Sudamérica: "Cultura Tribunera", siendo el uso de papeles picados al momento de la salida de los equipos (acto común en el torneo "Albiceleste") la costumbre que adoptaron y trasladaron para apoyar a sus jugadores en su respectiva salida al campo de juego. Debido a todo este aprendizaje, se fundó la "Asociación Barra Echa Muni" con gran algarabía e ilusión.
Desde su nacimiento, logró tener una gran acogida y especialmente respeto por parte de otras facciones similares en el país. Fue tal su impacto que en el partido debut de la mencionada barra, aproximadamente 35 mil espectadores asistieron para presenciar el duelo entre "La Academia" y el Defensor Arica, cotejo que culminó 2-1 a favor de los provenientes de Villa el Salvador y que además, les permitió culminar la Etapa regular del Descentralizado 1969. 
Dicha hazaña, inspiró a los asistentes a trasladar su felicidad hasta el mismo grass del Estadio Nacional, fortaleciendo los lazos entre club e hinchada. Con el transcurso de los años, debido a la falta de logros deportivos, el club "Académico" comenzó a ser estigmatizado como una institución representada por hinchas longevos, de una edad avanzada. 
Por ello, tras un nuevo descenso de "La Franja", en el año 2000 las nuevas generaciones de hinchas afines al club, criadas por sus padres y antecesores con el amor por los colores, optan por renovar el nombre de la barra, curiosamente, apostando por una frase tradicional en el club y no, como algunos pensarían, por nuevas tendencias. Es así como nace "La Banda del Basurero" inspirada en una frase perteneciente a la institución, remontada a épocas -incluso- previas a la fundación del club (27 de julio de 1935) en la que se cimentaron los inicios de la organización, siendo la Municipalidad Metropolitana de la ciudad de Lima, el epicentro y los trabajadores del municipio, dedicados a la recolección de basura y los valerosos policías que integraban la zona, los protagonistas del fenómeno que hoy en día es el ¡Echa Muni!

## Actualidad
Actualmente, La Banda del Basurero acude a todos los partidos del Club Centro Deportivo Municipal, consolidándose así como la barra oficial del equipo de la Primera División del fútbol peruano. Jóvenes y adultos integran el grupo de fanáticos que se sitúan en la locación deportiva en la que el cuadro edil disputa sus encuentros, principalmente en el Estadio Iván Elías Moreno ubicado en el distrito de Villa El Salvador.

## Rivalidades
El Club Centro Deportivo Municipal tiene como rival directo a Universitario de Deportes. El duelo entre ambos equipos lleva el título de “clásico moderno”. El primer encuentro de ambas escuadras terminó con el triunfo edil de 6-0; sin embargo, el marcador más amplio entre ambos es un 7-1 favorable para el cuadro crema.

## Cultura popular
La Banda del Basurero fue tomada en cuenta como ejemplo de barra deportiva en el documental “Abrazo de gol”, cortometraje a propósito del fallecimiento de Walter Oyarce, quien en 2011 fue asesinado por supuestos barristas. El film dirigido por Italo Lorenzzi toma como ejemplo a La Banda del Basurero en el marco de una cultura deportiva manchada de sangre por la violencia entre hinchas de diferentes equipos.